# 21574 Оузан
21574 Оузан (21574 Ouzan) — астероїд головного поясу, відкритий 14 вересня 1998 року.
Тіссеранів параметр щодо Юпітера — 3,291.